# Dusun Sarolangun
Dusun Sarolangun is een bestuurslaag in het regentschap Sarolangun van de provincie Jambi, Indonesië. Dusun Sarolangun telt 2551 inwoners (volkstelling 2010).